# Lista de prefeitos de Palhoça
Esta é a lista de prefeitos e vice-prefeitos do município de Palhoça, estado brasileiro de Santa Catarina.
| Nº | Prefeito                       | Partido | Vice-prefeito                                | Início do mandato       | Fim do mandato          | Observações                                           |
| 1  | Bernardino Manoel Machado      | PRC     | —                                            | 24 de abril de 1895     | 1° de janeiro de 1899   | Superintendente nomeado pelo Governo Estadual         |
| 2  | Francisco Antônio Lehmkhul     | PRC     | —                                            | 1° de janeiro de 1899   | 31 de dezembro de 1903  | Superintendente nomeado pelo Governo Estadual         |
| 3  | Francisco Antônio Lehmkhul     | PRC     | —                                            | 1° de janeiro de 1904   | 31 de dezembro de 1906  | Superintendente nomeado pelo Governo Estadual         |
| 4  | Fernando Gil Born              | PRC     | —                                            | 1° de janeiro de 1907   | 31 de dezembro de 1910  | Superintendente nomeado pelo Governo Estadual         |
| 5  | Major José Honório da Costa    | PRC     | —                                            | 1° de janeiro de 1911   | 31 de dezembro de 1912  | Superintendente nomeado pelo Governo Estadual         |
| 6  | Pedro Egydio Hoffman           | PRC     | —                                            | 1° de janeiro de 1913   | 31 de dezembro de 1914  | Superintendente nomeado pelo Governo Estadual         |
| 7  | Vicente Silveira de Souza      | PRC     | —                                            | 1° de janeiro de 1915   | 31 de dezembro de 1918  | Superintendente nomeado pelo Governo Estadual         |
| 8  | José Chrisóstomo Kehrig        | PRC     | —                                            | 1° de janeiro de 1919   | 31 de dezembro de 1927  | Superintendente nomeado pelo Governo Estadual         |
| 9  | José Chrisóstomo Kehrig        | PRC     | —                                            | 1° de janeiro de 1928   | 9 de outubro de 1930    | Superintendente nomeado pelo Governo Estadual         |
| 10 | Obílio José da Silveira        | PRC     | —                                            | 9 de outubro de 1930    | 19 de abril de 1933     | Prefeito nomeado pelo Governo Estadual                |
| 11 | Reinoldo Alves                 | PP      | —                                            | 19 de abril de 1933     | 1º de maio de 1935      | Prefeito nomeado pelo Governo Estadual                |
| 12 | Juliano Luchi                  | PLC     | —                                            | 1º de maio de 1935      | 15 de maio de 1942      | Prefeito nomeado pelo Governo Estadual                |
| 13 | Tenente Euclides S. de Almeida | AL      | —                                            | 15 de maio de 1942      | 11 de novembro de 1943  | Prefeito nomeado pelo Governo Estadual                |
| 14 | Jacob Manoel Knabben           | AL      | —                                            | 11 de novembro de 1943  | 6 de novembro de 1945   | Prefeito nomeado pelo Governo Estadual                |
| 15 | Waldemar Luz                   | PSD     | —                                            | 6 de novembro de 1945   | 8 de fevereiro de 1946  | Prefeito nomeado pelo Governo Estadual                |
| 16 | Ivo Silveira                   | PSD     |                                              | 8 de fevereiro de 1946  | 30 de dezembro de 1950  | Prefeito eleito em sufrágio universal                 |
| 17 | Augusto Brügemann              | PSD     | —                                            | 1° de janeiro de 1951   | 31 de janeiro de 1951   | Presidente da Câmara no cargo de titular              |
| 18 | Ari Baldemiro Wagner           | PSD     |                                              | 31 de janeiro de 1951   | 31 de janeiro de 1956   | Prefeito eleito em sufrágio universal                 |
| 19 | Otávio Zacchi                  |         |                                              | 31 de janeiro de 1956   | 31 de janeiro de 1961   | Prefeito eleito em sufrágio universal                 |
| 20 | Ari Baldemiro Wagner           | PSD     |                                              | 31 de janeiro de 1961   | 31 de janeiro de 1966   | Prefeito eleito em sufrágio universal                 |
| 21 | João Silveira                  | ARENA   |                                              | 31 de janeiro de 1966   | 15 de novembro de 1969  | Prefeito eleito em sufrágio universal                 |
| 22 | Laudelino Augusto Weiss        | ARENA   | —                                            | 15 de novembro de 1969  | 31 de janeiro de 1970   | Presidente da Câmara no cargo de titular              |
| 23 | Nelson Martins                 | ARENA   | Walmor Wagner                                | 31 de janeiro de 1970   | 31 de janeiro de 1973   | Prefeito e vice eleitos em sufrágio universal         |
| 24 | Odílio José de Souza           | MDB     | Evadio Paulo Broering                        | 31 de janeiro de 1973   | 1° de fevereiro de 1977 | Prefeito e vice eleitos em sufrágio universal         |
| 25 | Newton José Schwinden          | ARENA   |                                              | 1° de fevereiro de 1977 | 1° de fevereiro de 1983 | Prefeito eleito em sufrágio universal                 |
| 26 | Neri Brasiliano Martins        | PDS     | Antonio Alvino Wagner                        | 1° de fevereiro de 1983 | 31 de dezembro de 1988  | Prefeito e vice eleitos em sufrágio universal         |
| 27 | Paulo Roberto Vidal            | PMDB    | Reinaldo Weingartner                         | 1º de janeiro de 1989   | 31 de dezembro de 1992  | Prefeito e vice eleitos em sufrágio universal         |
| 28 | Reinaldo Weingartner           | PMDB    | João Santos de Medeiros                      | 1º de janeiro de 1993   | 31 de dezembro de 1996  | Prefeito e vice eleitos em sufrágio universal         |
| 29 | Paulino Schmidt                | PPB     |                                              | 1º de janeiro de 1997   | 31 de dezembro de 2000  | Prefeito eleito em sufrágio universal                 |
| 30 | Paulo Roberto Vidal            | PFL     | Nazareno Setembrino Martins (PPB)            | 1º de janeiro de 2001   | 31 de dezembro de 2004  | Prefeito e vice eleitos em sufrágio universal         |
| 31 | Ronério Heiderscheidt          | PMDB    | José Leodoro Martins (PMDB)                  | 1º de janeiro de 2005   | 31 de dezembro de 2008  | Prefeito e vice eleitos em sufrágio universal         |
| 31 | Ronério Heiderscheidt          | PMDB    | Valmir Walmor Schwinden, Valmir Tintas (DEM) | 1º de janeiro de 2009   | 31 de dezembro de 2012  | Prefeito reeleito e vice eleito em sufrágio universal |
| —  | Nirdo Artur Luz                | DEM     | —                                            | 1º de janeiro de 2013   | 10 de junho de 2013     | Presidente da Câmara como prefeito interino           |
| 32 | Camilo Martins                 | PSD     | Nilson João Espíndola (PSD)                  | 10 de junho de 2013     | 31 de dezembro de 2016  | Prefeito e vice eleitos empossados por ordem judicial |
| 32 | Camilo Martins                 | PSD     | Amaro José da Silva Júnior (PMDB)            | 1º de janeiro de 2017   | 31 de dezembro de 2020  | Prefeito reeleito e vice eleito em sufrágio universal |
| 33 | Eduardo Freccia                | PSD     | Amaro José da Silva Junior (MDB)             | 1º de janeiro de 2021   | 31 de dezembro de 2024  | Prefeito e vice eleitos em sufrágio universal         |
| 33 | Eduardo Freccia                | PL      | Rosiney de Souza Horácio (PODE)              | 1º de janeiro de 2025   | Atualidade              | Prefeito reeleito e vice eleito em sufrágio universal |